# Barbara McClintock

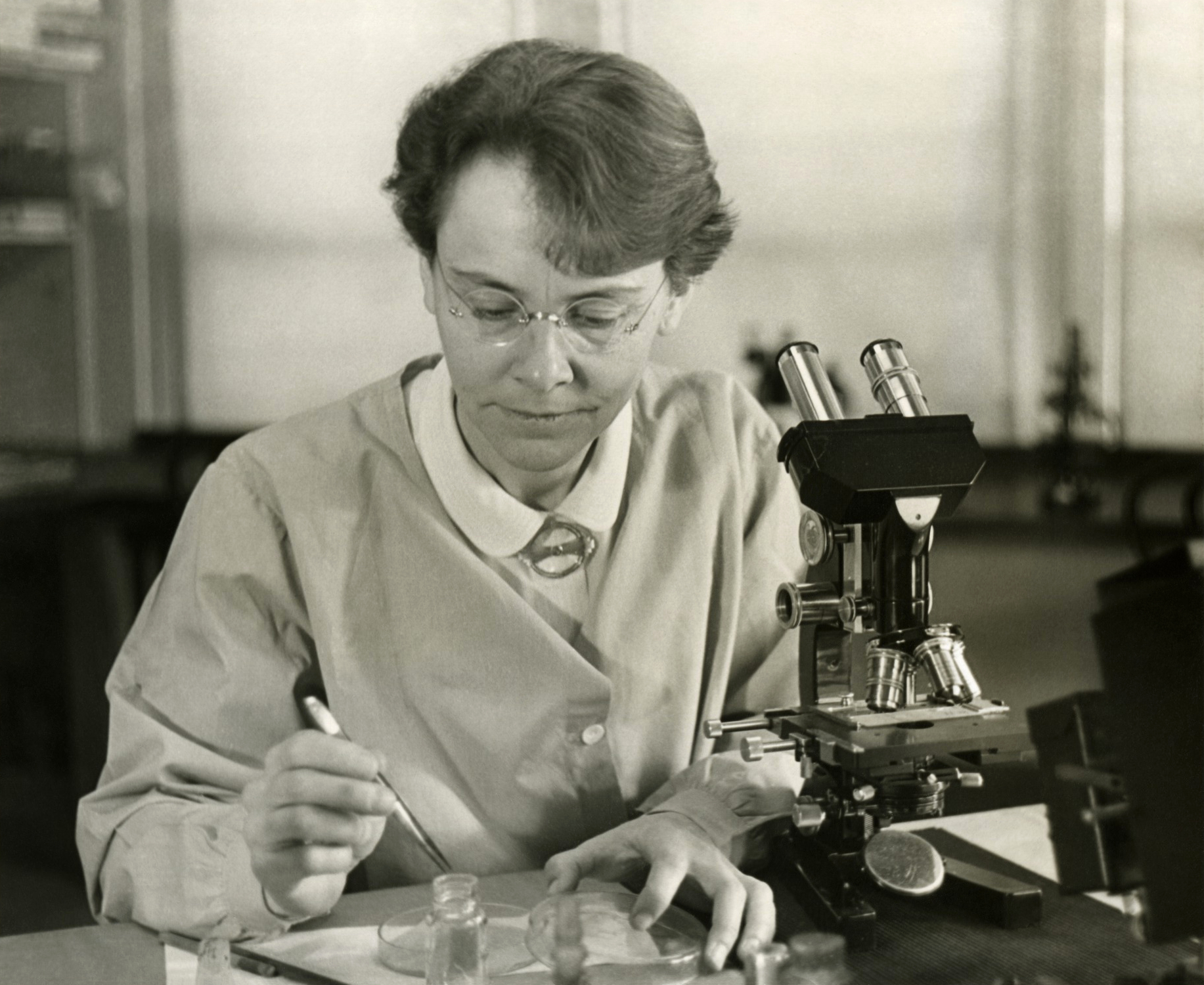
Barbara McClintock (1947)

Barbara McClintock (* 16. Juni 1902 in Hartford, Connecticut als Eleanor McClintock; † 2. September 1992 in Huntington, New York) war eine US-amerikanische Genetikerin und Botanikerin. In den 1930er und 1940er Jahren gehörte sie zu den führenden Zytogenetikern. Für ihre aus heutiger Sicht wichtigste Entdeckung, das Vorkommen von Transposons („springenden Genen“) beim Mais (1948), erhielt sie 1983 den Nobelpreis. Ein anderer wichtiger Beitrag war 1931 ihre Mitwirkung bei der Aufklärung des Crossing-over.

## Kindheit, Jugend und Studium
Barbara McClintock war das dritte von vier Kindern des Arztes Thomas Henry McClintock und der Pianistin Sara Ryder (geb. Handy) McClintock. Ihr ursprünglicher Vorname war Eleanor; seit früher Kindheit wurde sie jedoch Barbara genannt, weil das den Eltern besser zu ihrem temperamentvollen und burschikosen Wesen zu passen schien. Ab 1908 lebte die Familie im New Yorker Stadtteil Brooklyn, wo Barbara und ihre Geschwister die Schulzeit verbrachten. Barbara war sehr wissbegierig und las viel, begeisterte sich aber auch für Sport. Um mit ihrem Bruder und dessen Freunden Baseball und Football spielen zu können, bekam sie eine Hose, was damals für Mädchen sehr ungewöhnlich war. Auch sonst unterstützten die Eltern die individuellen Interessen ihrer Kinder und verteidigten sie gegen Anpassungszwänge. Wenn Barbara etwa bei geeigneter Witterung schlittschuhlaufen wollte, durfte sie dem Unterricht fernbleiben.

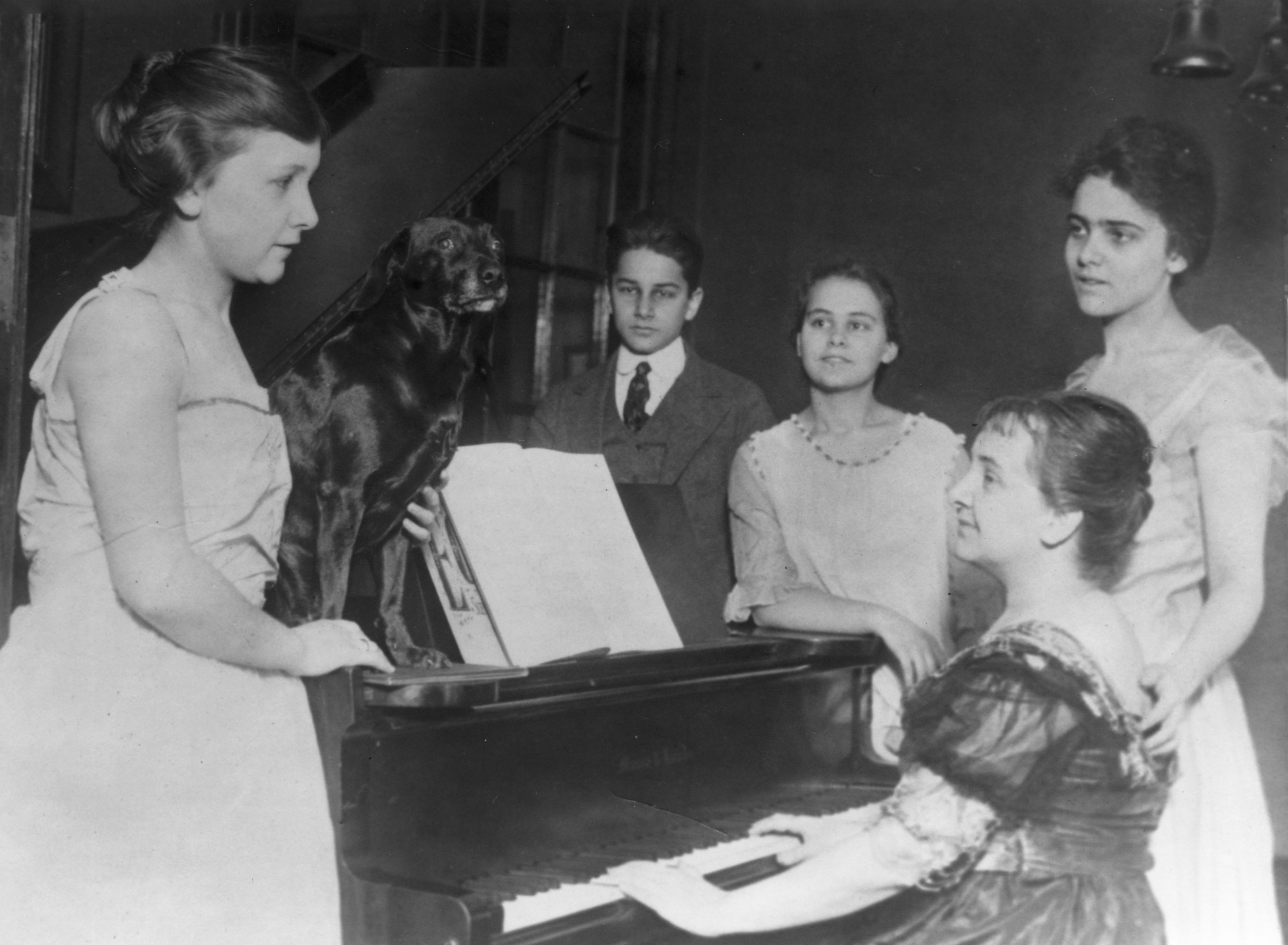
Barbara McClintock (dritte von rechts) mit ihren Geschwistern und ihrer Mutter (am Klavier)

Barbara McClintock war als Kind ungewöhnlich eigenständig. Zeit ihres Lebens blieb sie alleinstehend, und sie gab an, nie ein Bedürfnis nach einer engen Bindung gehabt zu haben oder auch nur verstanden zu haben, warum man heiraten sollte. Ihr Wunsch zu studieren wäre fast nicht in Erfüllung gegangen, da ihre Mutter aus Sorge, dass sie dann kaum noch einen Ehemann finden würde, entschieden dagegen war und ihr Vater als Feldarzt in Europa war. Nachdem sie 1918 die High School ein Jahr früher als üblich abgeschlossen hatte, arbeitete Barbara – erst 16-jährig – zunächst als Arbeitsvermittlerin. Nach der Rückkehr des Vaters einigten sich die Eltern jedoch darauf, ihren Wunsch zu unterstützen. Sie schrieb sich an der Cornell University in Ithaca, New York, ein, einer der beiden Universitäten in den USA, die ausdrücklich auch für weibliche Studenten der Naturwissenschaften offen waren. Immatrikuliert war sie im Bereich Landwirtschaft, aber ihre Interessen waren breit gefächert; sie besuchte etwa auch Kurse in Meteorologie und Politikwissenschaft. Auch am studentischen Leben nahm sie regen Anteil, wobei sie sich besonders für die damals noch recht ausgegrenzten jüdischen Studenten interessierte und deshalb Jiddisch lernte. Zeitweilig spielte sie, obwohl sie kaum Vorkenntnisse hatte, in einer auf Improvisationen spezialisierten Jazzband Banjo.

## Frühe Forschungstätigkeit in Cornell
Während ihres Studiums in Cornell begann McClintock mit Untersuchungen auf dem neuen Gebiet der Zytogenetik. Sie wurde Assistentin des Botanikers Lowell Randolph, mit dem sie erstmals eine triploide Maispflanze beschrieb. Damit war sie 1926 zum ersten Mal an einer wissenschaftlichen Publikation beteiligt. Außerdem löste sie für Randolph ein Problem, an dem er schon einige Jahre erfolglos gearbeitet hatte: die Unterscheidung der 10 verschiedenen Chromosomen des Maises. Während Randolph wie bis dahin üblich Präparate in der Metaphase der Mitose in der Wurzelspitze betrachtete, in der sie maximal kondensiert sind, wählte McClintock das Pachytän-Stadium der meiotischen Prophase in Pollenmutterzellen. Außerdem fertigte sie keine Schnittpräparate an, sondern griff eine neue Technik auf: das Quetschpräparat, bei dem das Objekt unter einem Deckgläschen gespreitet wird. So gelang es ihr in kurzer Zeit, alle 10 Chromosomen des haploiden Satzes zu unterscheiden. Randolph war über diese Situation jedoch keineswegs erfreut, und McClintock wechselte als Assistentin zu Lester W. Sharp, der sie ganz eigenständig forschen ließ und auch ihr Doktorvater wurde.
McClintock promovierte 1927. Der Gegenstand ihrer Dissertation war der triploide Mais, über den sie schon mit Randolph geforscht hatte. Der Mais blieb zeitlebens ihr Forschungsobjekt. In den nächsten Jahren arbeitete sie vor allem mit dem späteren Nobelpreisträger George Beadle und mit Marcus M. Rhoades zusammen, die zum Promovieren nach Cornell kamen und großes Interesse an ihrer Arbeit zeigten. Die drei jungen Wissenschaftler lebten in den wirtschaftlich schwierigen Jahren der Great Depression großenteils von Fördergeldern des National Research Councils.
Da man nun die 10 Chromosomen des Maises unterscheiden konnte, war es für McClintock der folgerichtig nächste Schritt, die aus genetischen Untersuchungen bekannten Koppelungsgruppen (bei Kreuzungen gemeinsam vererbte Gene) jeweils einem Chromosom zuzuordnen. Zu diesem Zweck kreuzte sie normale diploide Pflanzen mit solchen, bei denen ein Chromosom in dreifacher Ausfertigung vorlag (Trisomie), und suchte nach Unregelmäßigkeiten bei der Vererbung bekannter Gene. So konnte sie – teils allein, teils mit Kollegen – bis 1931 alle 10 Chromosomen mit Koppelungsgruppen assoziieren.
1930 begann die Studentin Harriet B. Creighton, im Rahmen ihrer Dissertation unter McClintocks Anleitung das Crossing-over beim Mais zu untersuchen. Es war schon lange bekannt, dass Koppelungsgruppen nicht unveränderlich sind, sondern neu kombiniert werden können, und man nahm an, dass das bei einem Austausch homologer Chromosomenabschnitte bei der Meiose geschieht, den man mikroskopisch beobachten konnte. Ein Beweis für diesen Zusammenhang stand jedoch aus. McClintock hatte Experimente konzipiert, mit denen der Beweis möglich sein sollte, und gab Creighton geeignete Versuchspflanzen. Als im Jahr darauf Thomas Hunt Morgan nach Cornell kam und von Creightons ersten Erfolgen erfuhr, überredete er sie und McClintock, ihre bisherigen Ergebnisse umgehend zu publizieren, weil er wusste, dass in Berlin Curt Stern entsprechende Untersuchungen mit Drosophila-Fliegen durchführte. Die Mais-Forscherinnen wollten eigentlich noch weitere Daten sammeln, was eine ganze Vegetationsperiode gedauert hätte, während bei Drosophila eine Generation nur 10 Tage dauert. Aufgrund dieser Intervention Morgans erschien Creightons und McClintocks Artikel kurze Zeit vor Sterns Arbeit.

## Schwierige Jahre an verschiedenen Orten
Bis 1931 blieb McClintock an der Cornell University, wo sie neben einem Lehrauftrag frei forschen konnte. Dann erhielt sie ein Stipendium des National Research Councils, das ihr zwei Jahre lang Gastaufenthalte an anderen Forschungsstätten ermöglichte. Der erste Aufenthalt war bei Lewis Stadler, einem der Entdecker der mutagenen Wirkung von Röntgenstrahlen (1927), an der University of Missouri in Columbia, Missouri. Dort untersuchte sie die Effekte von Röntgenstrahlen auf die Struktur von Mais-Chromosomen: Translokationen, Inversionen, Deletionen und die Bildung von Ringchromosomen. Auf Einladung von Thomas Hunt Morgan setzte sie diese Forschungen am California Institute of Technology (Caltech) in Pasadena, Kalifornien, fort, wobei sie die Bildung des Nucleolus, einer auffälligen Struktur im Zellkern mit damals unbekannter Funktion, aufklärte und dabei die Nukleolusorganisatorregion als Bestandteil eines Chromosoms entdeckte.
Im Jahr 1933 erhielt McClintock aufgrund von Empfehlungen von Morgan, Sharp, Stadler und Anderen ein Stipendium der Guggenheim Foundation, das ihr ermöglichen sollte, in Berlin mit Curt Stern zu arbeiten. Kurz zuvor war jedoch Adolf Hitler an die Macht gekommen, und jüdische Wissenschaftler wie Stern sahen sich ersten Repressionen ausgesetzt. Stern war nach Kalifornien an das Caltech gewechselt und kehrte nicht mehr nach Deutschland zurück. Die Guggenheim Foundation drängte McClintock, dennoch wie vorgesehen nach Berlin an das Kaiser-Wilhelm-Institut zu gehen. Dort fand sie in dem Institutsleiter Richard Goldschmidt einen interessanten Gesprächspartner, wenngleich er die Konzepte des Gens und der Mutation ablehnte. Die politischen Verhältnisse, auf die sie nicht vorbereitet war, schockierten sie jedoch so sehr, dass Goldschmidt nach wenigen Wochen vorschlug, sie solle Berlin verlassen, und einen Aufenthalt bei Friedrich Oehlkers in Freiburg im Breisgau vermittelte. Auch dort blieb sie jedoch nicht lange, und die Guggenheim Foundation stimmte ihrer vorzeitigen Rückkehr in die USA zu.
McClintock forschte jetzt wieder in Cornell, und nach dem Ablauf des Guggenheim-Stipendiums vermittelte Morgan, unterstützt von Stern, eine auf zwei Jahre befristete Finanzierung durch die Rockefeller Foundation. Sie war jedoch unzufrieden und in dieser Zeit wenig produktiv; 1936 hatte sie erstmals keine einzige Publikation. Ihre Freunde Rhoades, Beadle und Creighton hatten Cornell verlassen und in dieser schwierigen Zeit andernorts Stellen angenommen, die ihrer Qualifikation nicht entsprachen. Für sich selbst sah McClintock keine Perspektive. An mehreren Universitäten gab es jedoch Bemühungen, für sie eine Stelle zu schaffen.
1936 wurde sie aufgrund der Initiative von Lewis Stadler als Assistant Professor an die University of Missouri berufen, wo sie durch Röntgenstrahlung verursachte Chromosomenbrüche beim Mais untersuchte. Sie beschrieb, dass die Bruchstellen sich später wieder vereinigen können und dass es dabei zu massiven Mutationen kommt. Ihre Beobachtung, dass Bruchstellen unter gewissen Bedingungen „verheilen“ können, führte zum Konzept des Telomers. Obwohl sie nun erstmals Mitglied einer Fakultät war, betrachtete McClintock ihre Anstellung in Columbia nur als Provisorium. Die Position als Assistenzprofessorin wurde ihrem Renommee und ihren Fähigkeiten nicht gerecht, und es eröffneten sich keine Aufstiegsmöglichkeiten. Auch fühlte sie sich im Kollegium isoliert, während sie sich zunehmend durch Missachtung von Konventionen und durch unverblümte Kritik an den Leistungen Anderer unbeliebt machte. Auch Stadler blieb davon nicht verschont, und gegen ihn entwickelte sie einen Argwohn, für den ihre Biographen keine rationalen Gründe finden konnten. Nach einer Aussprache mit dem Dekan der Fakultät entschloss sie sich 1941, die Universität zu verlassen.

## Cold Spring Harbor
McClintock wandte sich an Marcus Rhoades, der gerade eine Stelle an der Columbia University in New York angetreten hatte, ob er ihr dort eine Gastprofessur vermitteln könne. Rhoades war begeistert und begann, dies in die Wege zu leiten. Noch im selben Jahr bot ihr Milislav Demerec unmittelbar nach seinem Antritt als Direktor der Abteilung für Genetik der Carnegie Institution in Cold Spring Harbor eine ebenfalls auf ein Jahr befristete Stelle an. McClintock entschied sich nach einigem Zögern für das letztere Angebot, bei dem sie keinerlei Pflichten etwa im Lehrbetrieb einging und sich ganz ihrer Forschung widmen konnte. Diese Stelle wurde bald in eine unbefristete umgewandelt, und McClintock forschte bis ins hohe Alter in Cold Spring Harbor.
Im Jahr 1944 wurde McClintock in die National Academy of Sciences der USA aufgenommen – als dritte Frau in der Geschichte dieser Institution. Im selben Jahr begründete sie bei einem Gastaufenthalt bei George Beadle an der Stanford University die Zytogenetik des Schimmelpilzes Neurospora crassa, indem sie herausfand, wie man dessen Chromosomen unterscheiden konnte, und erstmals die Meiose (Reduktionsteilung) dieses Organismus beschrieb, die bis dahin bei Pilzen unbekannt war. 1945 war sie die Präsidentin der Genetics Society of America; in dieser auf ein Jahr befristeten Position war sie die erste Frau überhaupt.
Mit den Untersuchungen, die zur Entdeckung der „springenden Gene“ (Transposons) führen sollten, begann McClintock ebenfalls 1944. Dabei ging es anfangs um spontan auftretende Brüche des Chromosoms 9 der Maispflanze. McClintock beobachtete, dass das Chromosom 9 häufig an einer bestimmten Stelle bricht, die sie Ds (dissociator) nannte. Bei weiteren Untersuchungen kam sie 1948 zu dem überraschenden Ergebnis, dass Ds seine Position auf dem Chromosom verändern kann. Damit hatte sie erstmals ein Transposon – eine der wichtigsten Ursachen spontaner Mutationen – entdeckt, einige weitere sollten folgen.

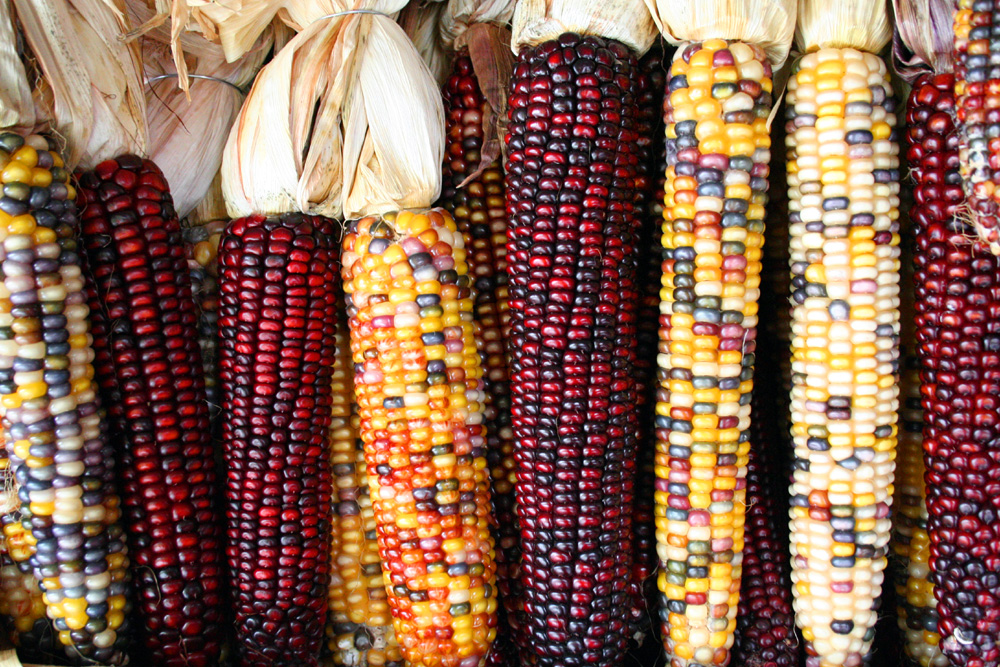
Mehrfarbige Maiskolben

Des Weiteren fand McClintock heraus, dass Transposons wie Ds instabile Mutationen hervorrufen können, indem sie an Stellen des Chromosoms springen, welche z. B. ein Gen für die Produktion eines Pigments enthalten. Durch die Einfügung (Insertion) des Transposons wird das betroffene Pigmentgen funktionsunfähig. Diese Mutation ist jedoch reversibel, da das Transposon mit einer gewissen Wahrscheinlichkeit erneut „springt“ und dabei das Pigmentgen wieder in den funktionsfähigen Zustand versetzt. Das Ergebnis sind gescheckte Maiskörner oder auch komplett gescheckte Pflanzen. Auf diesen Erkenntnissen aufbauend, entwickelte McClintock eine allgemeine Theorie der Genregulation und Zelldifferenzierung, die sie erstmals 1950 publizierte und dann auf dem Cold Spring Harbor Symposion 1951 vorstellte. Damit widersprach sie der herrschenden Vorstellung eines statischen Genoms, und ihre Darstellung war zudem sehr kompliziert. Die Reaktionen der Kollegen reichten – wie sie selbst später erzählte – von Verwirrung bis hin zu offener Ablehnung, und auch einige folgende Artikel in verschiedenen Zeitschriften brachten demnach nur wenig positive Resonanz. Nach 1953 publizierte sie nur noch wenig zu diesem Thema, während sie ihre Forschungen jedoch unvermindert fortsetzte und in publikationsfähiger Form dokumentierte.
Von dem renommierten Genetiker Alfred Sturtevant ist überliefert, dass er auf Nachfragen nach McClintocks Vortrag 1951 sagte: „Ich habe kein Wort verstanden, aber wenn Barbara das sagt, muss es stimmen.“ McClintocks Biographin Evelyn Fox Keller kam 1983 zu der Einschätzung, sie „hätte sicherlich auch ihre Kollegen überzeugen können, wenn sie zum einen nicht zuviele Fakten in ihren Kurzvortrag [der über zwei Stunden dauerte] gepackt und diesen zum anderen besser strukturiert hätte.“ Allerdings war zu dieser Zeit bereits eine Neuorientierung der Genetik im Gange, durch welche die Zytogenetik, wie McClintock sie betrieb, und überhaupt die auf Kreuzungsexperimenten beruhende klassische Genetik stark an Bedeutung verlor. Anstelle von Mais und Drosophila wurden Bakterien und Bakteriophagen (Bakterien befallende Viren) die wichtigsten Untersuchungsobjekte, bei denen keine Kreuzungen stattfinden und wegen ihrer Kleinheit das Mikroskop keine Verwendung mehr fand. Bis in die 1940er Jahre war unklar gewesen, ob Bakterien überhaupt Gene besitzen, und als Erbsubstanz vermutete man Proteine, nicht die vermeintlich sehr einfach gebaute DNA, die nur aus vier verschiedenen Bausteinen (Nukleotiden) besteht. Doch 1952 fanden Alfred Hershey und Martha Chase in Cold Spring Harbor heraus, dass Bakteriophagen nur ihre DNA in die Bakterien injizieren, während ihr Proteinanteil an der Außenseite verbleibt (siehe Hershey-Chase-Experiment). Damit war bewiesen, dass jedenfalls bei Phagen die DNA die Erbsubstanz ist. Im Jahr darauf klärten James Watson und Francis Crick die tatsächlich sehr komplexe Struktur der DNA (Doppelhelix) auf.
Der Historiker Nathaniel C. Comfort bezeichnete in seiner Biographie The Tangled Field 2001 die vor allem von Keller vertretene und teils auf McClintock selbst zurückgehende Erzählung, ihre Entdeckung der Transposons sei in den frühen 1950er Jahren nicht akzeptiert worden und sei erst 30 Jahre später mit der Verleihung des Nobelpreises gewürdigt worden, als „Mythos“. Wie er darlegt, wurde die Existenz transposabler Elemente beim Mais durchaus akzeptiert, von zwei anderen Wissenschaftlern unabhängig bestätigt und galt in der Mitte der 1950er Jahre bereits als anerkanntes Faktum. Für McClintock war die Transposition aber nur ein Nebenaspekt ihrer neuen Theorie der Genregulation, und es war diese umfassende und sehr komplexe Theorie, die auf wenig Interesse und Verständnis stieß.
Als McClintock 1950/51 erstmals ihre Theorie der Genregulation vorstellte, erwartete sie nicht, auf viel Verständnis zu stoßen. Sie war davon überzeugt, dass die Kollegen „wachgerüttelt“ werden müssten, und betrachtete ihre Beiträge als einen ersten Schritt. Mit einem weiteren Artikel im Jahre 1953 hoffte sie, entscheidende Beweise vorzulegen und damit die Fachwelt zu überzeugen, was jedoch nicht eintrat. Wenngleich sie danach nichts mehr darüber in bedeutenden Fachzeitschriften publizierte, gab sie Vorlesungen und Seminare an diversen Hochschulen, und ihre Ergebnisse fanden Eingang in Lehrbücher. Nachdem François Jacob und Jacques Monod 1960 ihr bahnbrechendes Operon-Modell der Genregulation bei Bakterien (Nobelpreis 1965) veröffentlicht hatten, machte McClintock 1961 auf Übereinstimmungen mit ihren früheren Resultaten beim Mais aufmerksam. Dass sie weiterhin ein hohes Ansehen genoss, zeigt die Verleihung des Kimber Genetics Award, der damals höchsten Auszeichnung speziell für Genetiker, 1967.

## Indigene Mais-Sorten in Lateinamerika
1957 wurde McClintock gebeten, in ein von der National Academy of Sciences und dem National Research Council organisiertes Projekt zur Erforschung alter lateinamerikanischer Sorten des Maises ihre Qualifikation als Zytogenetikerin einzubringen. Anfangs sollte es sich nur darum handeln, in Peru einen der Wissenschaftler in den dortigen Einrichtungen in die Zytogenetik einzuweisen. Daraus ergab sich jedoch, dass sie über 20 Jahre lang neben ihren Forschungen in Cold Spring Harbor jeweils im Winter in Forschungseinrichtungen von Mexiko bis Brasilien die Chromosomen zahlreicher gesammelter Proben alter Maissorten untersuchte und dabei auch Aufschlüsse über deren Evolution gewann.

## Der Nobelpreis und dessen Vorgeschichte
Ab den späten 1950er Jahren wurde die Vorstellung eines statischen Genoms bei Bakterien und Bakteriophagen durch die Entdeckung von Ausnahmen modifiziert. Eine wichtige Entdeckung war, dass manche Bakteriophagen in das Chromosom ihres Wirts integriert werden können (siehe lysogener Zyklus). Ein integrierter Phage wird als Prophage bezeichnet, weil er inaktiv ist, aber wieder aktiv werden kann, indem er das Wirtschromosom verlässt. Des Weiteren fand man, dass Phagen bakterielle Gene von einem Bakterium in ein anderes übertragen können (Transduktion). Außerdem stellte sich heraus, dass manche Plasmide (kleine ringförmige DNA-Moleküle, die neben dem größeren Chromosom vorliegen und ebenfalls Gene enthalten) in das Chromosom integriert werden können; man bezeichnet sie als Episome.
In den frühen 1960er Jahren nahmen einige Forscher Bezug auf McClintocks Arbeit über Transposition. So zog Allan M. Campbell, als er 1962 postulierte, dass Prophagen in das Wirtschromosom integriert sind, einen Vergleich zu McClintocks Transposons beim Mais. 1961 entdeckte der Doktorand Austin Lawrence Taylor einen Phagen, den er später Mu nannte und der sich in das Wirtschromosom integriert und dabei Mutationen auslöst (daher der Name Mu). Nach seiner Promotion arbeitete er bei Demerec, der ihn mit McClintock bekannt machte. In dieser Zeit fand Taylor, dass Mu anscheinend zufällig an verschiedenen Stellen des Chromosoms integriert werden konnte und dabei verschiedene Mutationen auslöste. Er diskutierte darüber mit McClintock, die sich daran sehr interessiert zeigte. Daraus ergab sich, dass er in seiner Publikation 1963 auf McClintocks Transposons als vergleichbar hinwies.
1965 entdeckte Melvin M. Green erstmals ein Transposon bei Drosophila. Im Unterschied zu McClintocks Transposons beim Mais handelte es sich dabei um ein komplettes Gen, das von einem Chromosom auf ein anderes sprang. Er diskutierte seine Ergebnisse mit McClintock und publizierte 1967 eine Arbeit, in der er vier solche „springenden Gene“ beschrieb und McClintock zitierte. Zu seiner Überraschung stieß das auf sehr wenig Interesse. McClintock meinte dazu, dass die Zeit dafür noch nicht reif sei.
Ebenfalls 1967 publizierten zwei Arbeitsgruppen unabhängig voneinander eine neue Art von Mutationen bei Bakterien. Diese veränderten die Expression von Operons (Gruppen von funktionell zusammengehörigen Genen), und sie waren reversibel. Wie sich herausstellte, beruhten diese Mutationen darauf, dass ein Stück DNA in eines der Gene inserierte. In den folgenden Jahren wurden weitere solche Mutationen bei verschiedenen Operons gefunden, und die inserierenden DNA-Stücke erhielten den Namen Insertionssequenz oder IS-Element. Auch hier bemerkte man mögliche Übereinstimmungen mit McClintocks Transposons beim Mais. In den 1970er Jahren wurde die Bedeutung von IS-Elementen bei der Übertragung von Antibiotikaresistenzen zwischen Bakterien aufgeklärt.
1974 erschien im Annual Review of Genetics ein Artikel über die von McClintock entdeckten Transposons beim Mais. 1976 wurde sie erstmals – erfolglos – für den Nobelpreis für Physiologie oder Medizin nominiert. 1980 war das jährliche Cold Spring Harbor Symposium dem Thema „Movable Genetic Elements“ (bewegliche genetische Elemente) bei Bakterien, Viren, Hefe, Pflanzen und Drosophila gewidmet. Transposons waren als wichtiges Forschungsgebiet etabliert.

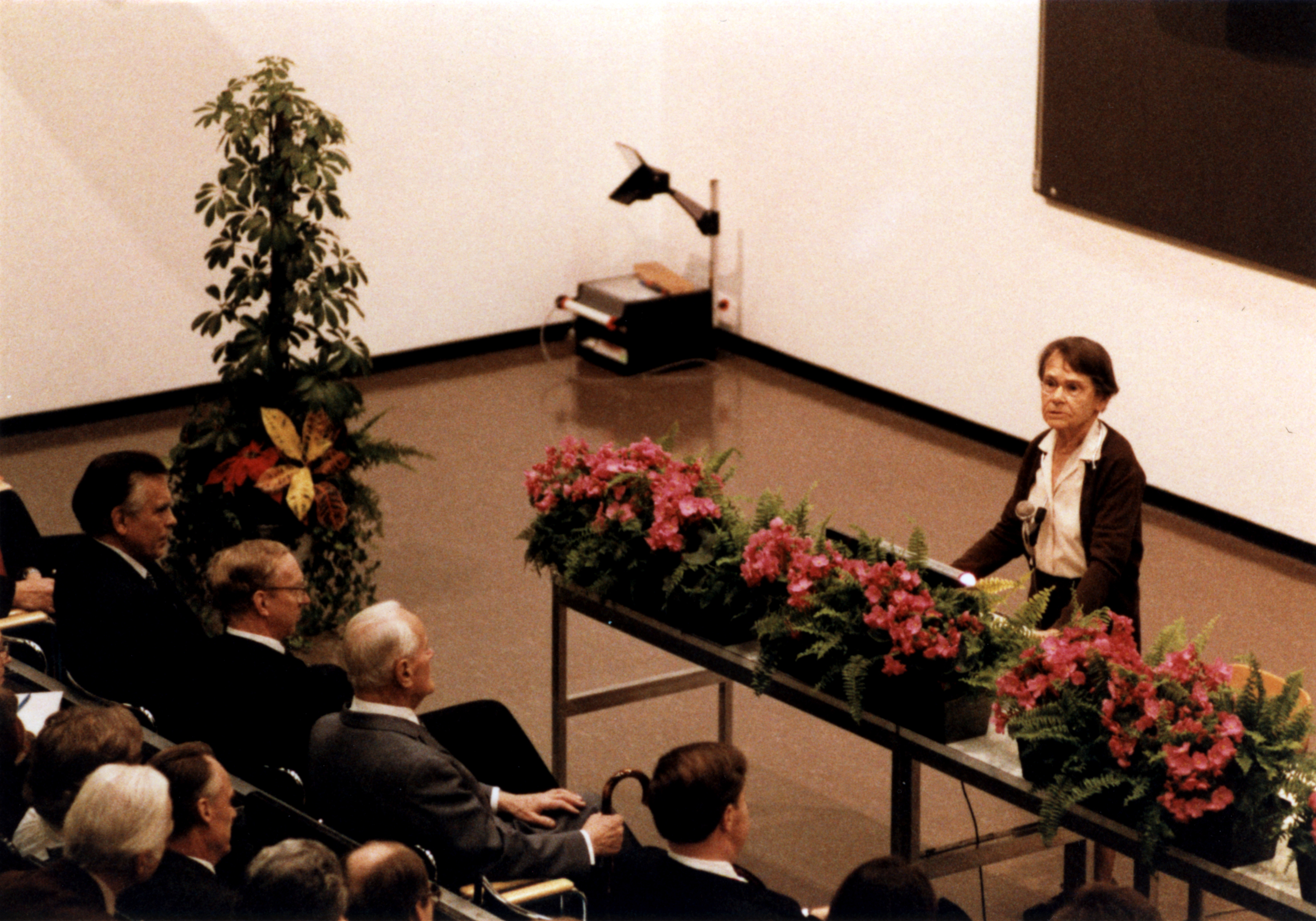
Barbara McClintock bei ihrer Nobelpreisrede 1983 in Stockholm

Im Jahre 1981 erhielt McClintock eine Reihe hoher Auszeichnungen. Sie wurde Ehrenmitglied der Society for Developmental Biology, erhielt die erstmals vergebene Thomas Hunt Morgan Medal, den mit 50.000 Dollar dotierten Wolf-Preis in Medizin, die mit 60.000 Dollar dotierte MacArthur Fellowship und den Albert Lasker Award for Basic Medical Research. Außerdem wurde sie erneut für den Nobelpreis nominiert, den sie aber wiederum nicht erhielt.
Nach einer weiteren erfolglosen Nominierung 1982, die von vielen bedeutenden Wissenschaftlern unterstützt wurde, erhielt sie den Preis schließlich 1983. Dabei war die Anzahl vorangegangener Nominierungen im Vergleich zu anderen Preisträgern gering, und ungewöhnlich war auch, dass sie den Preis allein erhielt und nicht teilen musste. In dieser Hinsicht war sie nach Marie Curie (1911, Chemie) und Dorothy Crowfoot Hodgkin (1964, Chemie) die dritte Frau in der Geschichte des Nobelpreises.

## Rolle in der Frauenbewegung
In den späten 1970er Jahren begannen Historiker und Journalisten, sich für McClintock zu interessieren und um Interviews zu bitten. Eine von ihnen war Evelyn Fox Keller, die auf der Grundlage von Befragungen von McClintock und deren Kollegen Beadle, Rhoades, Creighton und Anderen 1981 einen Artikel in Science veröffentlichte. 1983, einige Monate vor der Verleihung des Nobelpreises, folgte ihre Biographie A Feeling for the Organism. Das Buch fand viele Leser, und McClintock wurde ein populäres Beispiel für Wissenschaftlerinnen, die wegen ihres Geschlechts benachteiligt waren. Aber Keller ging noch weiter und beschrieb McClintocks wissenschaftliche Herangehensweise als einen Gegensatz zu der „maskulinen“ etablierten Wissenschaft. Erstere sei holistisch, intuitiv und interaktionistisch im Gegensatz zum dominanten, rationalen und reduktionistischen Vorgehen des Mainstreams. McClintock presse die Fakten nicht in logische Schemata, sondern lasse die Natur zu sich sprechen. Dies passte zu der These, dass Frauen grundsätzlich anders denken als Männer, die die Psychologin Carol Gilligan in ihrem 1982 erschienenen Buch In a Different Voice (deutsch: Die andere Stimme) und danach viele weitere Autoren vertraten. Kellers McClintock-Biographie wurde zur wichtigsten Fallstudie für diese Sichtweise, womit allerdings weder Keller noch McClintock einverstanden waren. Keller trat für eine Wissenschaft ein, in der das Geschlecht keine Rolle spielen sollte, und McClintock wehrte sich gegen ihre Vereinnahmung als Ikone des Feminismus.

## Letzte Jahre und Tod
McClintock empfand die mediale Aufmerksamkeit, die sie durch die Auszeichnungen erhielt, vor allem als belastend. Sie nahm aber weiterhin aktiv an den jährlichen Symposien in Cold Spring Harbor teil und verfolgte die relevante Fachliteratur. Zu ihrem 90. Geburtstag, der im Hause James Watsons, des Leiters der Cold Spring Harbor Laboratories, gefeiert wurde, war das Buch The Dynamic Genome zu Ehren McClintocks erschienen. Die Mit-Herausgeberin Nina Fedoroff verlas bei dieser Feier das Vorwort und das Inhaltsverzeichnis des Buchs und schrieb später, dass McClintock diese Party als die beste ihres Lebens bezeichnet habe. Einige Monate später starb sie.

## Namensgeberin
Nach ihrem Tod wurde eine Straße in Berlin-Adlershof nach McClintock benannt. Seit 2003 ist sie Namensgeberin für den McClintock Ridge, einen Gebirgskamm in der Antarktis. Ihr zu Ehren wird der McClintock Prize für Pflanzengenetik verliehen. Im Mai 2024 wurde ein Weg im Botanischen Garten Mainz nach ihr benannt.

## Veröffentlichungen (Auswahl)
- mit L. F. Randolph: Polyploidy in Zea mays L. In: Amer. Naturalist. Band 60, 1926, S. 99–102.
- Chromosome morphology in Zea mays. In: Science. Band 69, 1929, S. 629.
- mit H. B. Creighton: A Correlation of Cytological and Genetical Crossing-Over in Zea Mays. In: Proceedings of the National Academy of Sciences of the United States of America Band 17, Nr. 8, 1931, S. 492–497, PMID 16587654, doi:10.1073/pnas.17.8.492.
- The origin and behavior of mutable loci in maize. In: Proceedings of the National Academy of Sciences of the United States of America Band 36, Nr. 6, 1950, S. 344–355, PMID 15430309, doi:10.1073/pnas.36.6.344
- Chromosome organization and genic expression. In: Cold Spring Harb. Symp. Quant. Biol. Band 16, 1951, S. 13–47, PMID 14942727.
- Induction of instability of selected loci in Maize. In: Genetics. Band 38, 1953, S. 579–599.
- Some parallels between gene control systems in maize and in bacteria. In: Amer. Naturalist. Band 95, 1961, S. 265–277.
- mit T. A. Kato Yamakake, A. Blumenschein: Chromosome Constitution of Races of Maize. Its Significance in the Interpretation of Relationships between Races and Varieties in the Americas. Escuela Nacional de Agricultura, Colegio de Postgraduados, Chapingo, Mexico 1981.
- The significance of response of the genome to challenge. In: Science. Band 226, 1984, S. 792–801, PMID 15739260.